# Benton, Louisiana
Benton är administrativ huvudort i Bossier Parish i Louisiana. Orten har fått sitt namn efter politikern Thomas Hart Benton. Vid 2010 års folkräkning hade Benton 1 948 invånare.